# I tre fratelli Dover
I tre fratelli Dover (The Dover Boys at Pimento University or The Rivals of Roquefort Hall) è un film del 1942 diretto da Chuck Jones. È un cortometraggio d'animazione della serie Merrie Melodies, prodotto dalla Leon Schlesinger Productions e uscito negli Stati Uniti il 19 settembre 1942. Il corto è una parodia di The Rover Boys, una serie di libri per ragazzi di Edward Stratemeyer pubblicata tra il 1899 e il 1926. È uno dei primi cartoni animati a fare ampio uso dell'animazione limitata, così come di altre tecniche che sarebbero state rese popolari solo nel decennio successivo come la stilizzazione del character design e il pennello asciutto per raffigurare movimenti veloci. Secondo Jones, i dirigenti della Warner Bros. detestavano il film e, se non fosse stato per il block booking, non l'avrebbero distribuito e avrebbero licenziato il regista.

## Trama
I tre fratelli Tom, Dick e Larry Dover, che frequentano l'Università di Pimento, vanno a prendere la loro fidanzata Dora Granbellatuba alla vicina accademia femminile per fare una gita al parco. Mentre i tre fratelli giocano a nascondino con Dora, la ragazza viene rapita dal perfido Dan Backslide, che vuole sposarla per ottenere i soldi di suo padre. Ma Backslide scopre presto che, nonostante le apparenze, Dora è tutt'altro che delicata; infatti, mentre agisce come una classica damigella in pericolo invocando l'aiuto dei fidanzati, la ragazza picchia di santa ragione Backslide, che finisce per chiedere lui stesso aiuto ai fratelli Dover. Quando questi ultimi finalmente arrivano, danno qualche pugno all'appena cosciente Backslide, ma si mettono K.O. a vicenda quando l'uomo crolla a terra. Dora viene infine scortata via da uno strano vecchietto che era apparso periodicamente per tutto il corto interrompendo il racconto.

## Distribuzione

### Edizione italiana
Il corto fu doppiato in italiano nel 1999 dalla Time Out Cin.ca per la trasmissione televisiva. Non essendo stata registrata una colonna internazionale, fu sostituita la musica presente durante i dialoghi e le canzoni rimasero in inglese.

### Edizioni home video

#### VHS
America del Nord
- Daffy Duck and Company (1990)
- The Golden Age of Looney Tunes Volume 5: Chuck Jones (1992)

#### Laserdisc
- The Golden Age of Looney Tunes (11 dicembre 1991)

#### DVD e Blu-ray Disc
Il corto fu pubblicato in DVD-Video in America del Nord nel secondo disco della raccolta Looney Tunes Golden Collection: Volume 2 (intitolato Road Runner and Friends) distribuita il 2 novembre 2004, dove è visibile anche con un commento audio di Michael Barrier; il DVD fu pubblicato in Italia il 16 marzo 2005 nella collana Looney Tunes Collection, col titolo Beep Beep e i suoi amici. Quindi fu inserito come extra nel primo disco del cofanetto DVD TCM Spotlight: Errol Flynn Adventures (dedicato a L'avventura impossibile), uscito in America del Nord il 3 agosto 2010. Fu poi incluso (sempre col commento audio) nel secondo disco della raccolta Looney Tunes Platinum Collection: Volume One, uscita in America del Nord in Blu-ray Disc il 15 novembre 2011 e in DVD il 3 luglio 2012. Venne poi inserito come extra, in inglese sottotitolato, nel primo BD dell'edizione del 70º anniversario di Casablanca, uscita in America del Nord il 27 marzo 2012 e in Italia il 19 aprile. In seguito è stato inserito anche nel secondo DVD della raccolta 50 cartoons da collezione - Looney Tunes della collana Il meglio di Warner Bros., uscita in America del Nord il 25 giugno 2013 e in Italia il 5 dicembre. Infine fu incluso nel secondo disco della raccolta DVD Looney Tunes Spotlight Collection Volume 8, uscita in America del Nord il 13 maggio 2014.

## Accoglienza
Nel 1994 I tre fratelli Dover si classificò al 49º posto nel libro di Jerry Beck The 50 Greatest Cartoons. Lo storico dell'animazione Michael Barrier lo selezionò per l'inclusione nel libro The 100 Greatest Looney Tunes Cartoons, definendolo il primo cartone animato "moderno". Beck, curatore del libro, aggiunge: "L'immortale parodia di Jones dei Rover Boys (...) è anche una beffa generale delle usanze sociali degli anni 1900. Con il suo pionieristico uso del design astratto, segnò una pietra miliare nei cartoni animati".

## Influenza culturale
Tom, Dick e Larry Dover sono successivamente apparsi (doppiati rispettivamente da Jon Bauman, Jeff Bennett e Rob Paulsen) in cammei nella serie Animaniacs e nei film Space Jam (1996) e Wakko's Wish (1999). Con l'avvento di Internet, il corto si è guadagnato una nuova attenzione da parte delle generazioni più giovani, in parte perché è uno dei pochi cortometraggi della Warner Bros. di quell'epoca che sono diventati di pubblico dominio. Le nuove generazioni sono state attratte dallo stile di animazione, dall'umorismo assurdo e non sequitur e dalla satirizzazione dei valori del tempo, e di conseguenza il cartone animato è diventato la base di molti meme. Nel 2018, per celebrare il 76º anniversario del cortometraggio, uno sforzo collaborativo di oltre 90 animatori indipendenti (che hanno lavorato ognuno con il proprio stile) ha ricreato il cortometraggio scena per scena. La collaborazione, intitolata The Dover Boys Reanimated Collab!, è stata curata dall'animatore Josh Palmer ed è stata pubblicata il 27 agosto 2018 su YouTube, ricevendo oltre tre milioni di visualizzazioni.